# Tornagörgői református templom
Tornagörgő (szlovákul Hrhov) református temploma a falu közepén magasodó travertínódombon található. Az 1784-ben épült templom mai formáját az 1846-os tűzvész utáni újjáépítés során nyerte el.

## Története
Görgő lakossága a 16. század közepén (számos más tornai faluval együtt) református hitre tért, az első prédikátor egy Péter nevű lelkész volt. 1687-ben a falu földesura a soproni országgyűlés záradékában meghatározott jogával élve megfosztotta a lakosságot templomától (ez a mai katolikus templom) és az istentiszteleteket ezután magánházakban tartották. 1705-ben a kurucok visszaadták a görgői reformátusoknak templomukat, melyet 1713 áprilisáig használhattak, amikor Pálfi altábornagy parancsára ismét megfosztották őket tőle. Ekkor elűzték a lelkészt és a tanítót, a lakosságot pedig kötelezték a szádalmási plébános szertartásainak látogatására. A falu lakossága azonban az üldöztetés évtizedei alatt is nagyrészt református maradt, Bódvalenkére és Zsarnóra jártak istentiszteletre.
1781-ben II. József türelmi rendeletének értelmében a reformátusok ismét gyakorolhatták vallásukat. Ekkor 101 református család élt a faluban (542 fő), akik vállalták a templom az iskola megépítését és fenntartását. A görgőiek Méhész, Barka és Lucska reformátusaival együtt folyamodtak templomépítési engedélyért, melyet 1783. április 5-én kaptak meg a királyi helytartótanácstól. 
A templom alapkövét 1784. március 16-án rakták le, egy év alatt épült fel a templom, a paplak és az iskola. A templom felépüléséig az istentiszteleteket Gyarmati István csűrében tartották, a harangot egy csengettyű helyettesítette, mellyel a gyermekek végigjárták az utcákat. A kőművesmester a bódvaszilasi Knopp József volt, az ácsmunkákat a rozsnyói Zimmermann József végezte, az asztalosmunkákat pedig Szilasi Mihály. A templom első lelkésze Gasparóczki Ferencz volt, akit Komjátiról hívtak meg, első tanító pedig Szakácsi János lett Sárospatakról. A templom harangtornyát 1795-ben építette Zrikovich Tamás kőműves, addig a reformátusok is a katolikus templom harangját használták. A kisebb harangot 1795-ben öntötte Eperjesen Legherer Ignác, a nagyobbat pedig 1796-ban. A templomkertet és az egyházi épületeket 1803-ban kőfallal kerítették körül.  
1846. március 18-án a falut tűzvész pusztította és nagy része leégett, a templommal és az iskolával együtt. A lelkészlak, a torony és a harangok épen maradtak. A tűzvész után a templomot újjáépítették, Horvát György kőműves és Frics József ács vezetésével, az elpusztult fakazettás mennyezetet bolthajtásossal pótolták. 1852-ben fejeződött be az újjáépítés a belső berendezés elkészültével, melyet Wandrák János asztalos készített. A templom mai formáját ekkor nyerte el, további felújításokra került sor 1911-ben és 1983-ban is. 

### Az egyház lelkészei
- Gasparóczki Ferencz (1783–1798)
- Szűcs György (1799–1809)
- Mészáros Kovács Gábor (1809–1820)
- Szentmártoni Károly (1820–1850)
- Séllyei János (1850–1864)
- Lükő Béla (1864–1905)
- Csabay Pál (1906–1915)
- Kőszeghy Gábor (1915–1958)
- Tankó Zoltán (1959–1995)
- Ifj. Hranyó Mihály (1996 óta)

## Leírása
A templom téglalap alaprajzú belső terme egyenes lezárású, poroszsüveg-boltozattal fedett, melynek falmezői bevont falpillérek párkány-oszlopfőin nyugszanak. A bejárat az előcsarnokkal a déli oldalon található, két oldalról pedig a faoszlopokra helyezett karzatok. Homlokzatait falsávos keretek és ablakok tagolják, melyek boltíves megoldásúak és alsó ablakpárkányuk van. A tornyot két szintre osztópárkány, falsávos keretek és félköríves megoldású, keretes ablakok osztják. 
Az úrasztalát 1911-ben készítette Ifj. Sallai János és Sallai István feketemárványból. Az orgonát 1886-ban készítette Budapesten Országh Sándor. A torony két harangja közül a kisharang az eredeti 1795-ből, a nagyharangot 1923-ban öntötte Egry Ferenc Kisgejőcön. 
A református templom udvarán található a kultúrház épülete is, mely Szabó András kántortanító tervei alapján épült 1929-ben. Itt volt az ő által alapított énekkar otthona és a könyvtár is.